# Sinbads gyldne rejse
Sinbads gyldne rejse (The Golden Voyage of Sinbad) er en engelsk-amerikansk fantasy-film fra 1974, instrueret af Gordon Hessler og berømt for sine stop-motion-effekter, skabt af animatoren Ray Harryhausen. Dette var den anden af Harryhausens tre Sinbad-film.
John Phillip Law spiller hovedrollen som kaptajn Sinbad, der sammen med slavepigen Margiana (Caroline Munro) rejser på jagt efter The Fountain of Destiny, skarpt forfulgt af den onde troldmand Koura (Tom Baker). Undervejs render Sinbad ind i mytologiske væsner såsom en homunculus, en levende galionsfigur, en seksarmet, fægtende Kali-statue, en kentaur og en grif.

## Medvirkende
- John Phillip Law som Sinbad
- Tom Baker som Prins Koura, (Christopher Lee havde været førstevalgte til rollen, men den endte hos Baker). Hans præstation hjalp ham med at få rollen som Den fjerde doktor i tv-serien Doctor Who efter Barry Letts blev imponeret over ham i Sinbad[3]
- Takis Emmanuel som Achmed (Emmanuel blev dubbet af Robert Rietti)
- Caroline Munro som Margiana
- Grégoire Aslan som Hakim (som Gregoire Aslan)
- David Garfield som Abdul (som John D. Garfield)
- Kurt Christian som Haroun
- Martin Shaw som Rachid
- Aldo Sambrell som Omar
- Robert Shaw som The Oracle of All Knowledge
- Douglas Wilmer som The Grand Vizier of Marabia